# Medb

Joseph Christian Leyendecker: Královna Medb (rok 1911)

Medb (výslovnost [mɛðv], ve středověkém irském pravopisu Meḋḃ, Meaḋḃ a v moderní irštině Maedhbh, výslovnost [mɛɣv], nebo Méabh, výslovnost [mʲeːv], v anglických textech se obvykle užívají podoby Maeve, Maev či Maive s výslovností [ˈmeɪv]) je královna Connachtu z irské mytologie. Jejím otcem byl král Eochu Feidlech. Jejím manželem je ve většině příběhů král Ailill mac Máta, jako její bývalý manžel a následně úhlavní nepřítel, kterému se krutě mstí, vystupuje král Conchobar mac Nessa, jejími manželi či milenci je v legendě několik irských vládců a hrdinů, např. Connall Cernech nebo Fergus mac Rol. Její partneři museli splňovat přísná hlediska výběru, zejména být bez bázně, podlosti a žárlivosti. Medb je jednou z hlavních postav eposu Táin Bó Cúailnge, jehož námětem je boj irských hrdinů o dva býky, vyvolaný malichernou hádkou mezi Medb a Aililem o to, který z nich je bohatší.
Podle některých religionistů byla Medb původně irskou bohyní královské moci a symbolická „svatba“ s ní součást korunovačního obřadu irských králů. Tento výklad je však nejistý.
Podle pověstí žila Medb na hradě Cruachan a je pohřbena pod kamennou mohylou na vrcholu kopce Knocknarea v hrabství Sligo. Její jméno znamená „opojná“ a souvisí s hojným požíváním medoviny (anglicky mead) při královských svatbách. Vyvinulo se z něj dosud používané irské křestní jméno Maeve.
Existuje teorie, že postava Medb inspirovala Shakespeara k tomu, aby ve hře Romeo a Julie zmínil královnu Mab jako pohádkovou vílu přinášející sny. Podle jiného výkladu však toto jméno pochází z latinského amabilis (milovaná), stejně jako anglické Mabel. Eva Vrchlická nazvala svou knihu převyprávěných Shakespearovských dramat pro dětské čtenáře Z oříšku královny Mab.